# Pantaló-calçó

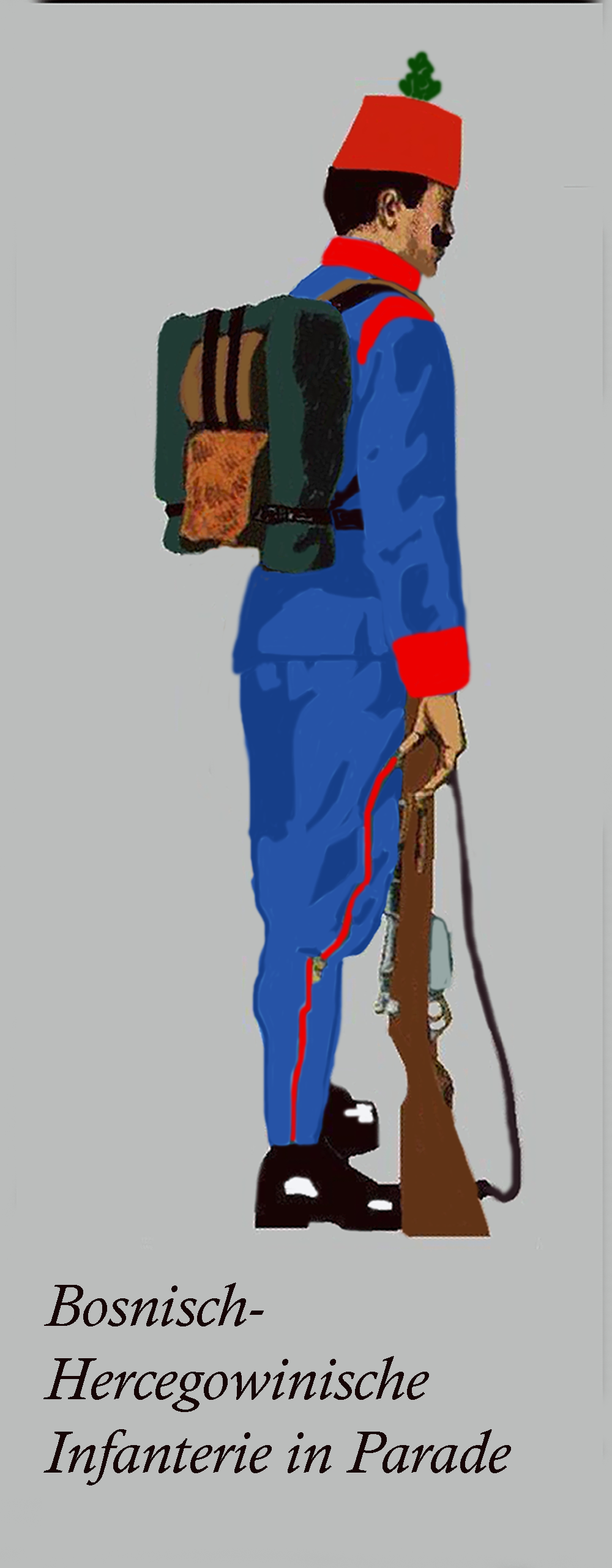
Soldat bosníac de l'exèrcit austrohongarès (vers 1912) amb el reglamentari pantaló-calçó de part superior bufada i amb polaina integrada

El pantaló-calçó (terme emprat generalment en plural: pantalons-calçó o pantalons-calçons) és un pantaló llarg fins als turmells, però molt ajustat més avall dels genolls. El català pantaló-calçó equival al francès pantalon-culotte i a l'anglès semi-breeches.
El pantaló tradicional del nord de l'Indostan és un pantaló-calçó molt bufat fins als genolls, que es coneix com a charidar.
Pel que fa al món euròpid, es poden discernir quatre grans tipus estilístics de pantaló-calçó: 
- el pantaló-calçó d'amplada normal fins als genolls (exemple militar: el pantaló de tropa de l'exèrcit rus durant el període tsarista);
- el pantaló-calçó de meitat superior bastant bufada (exemple militar: el pantalon-culotte francès model 1914);
- el pantaló de muntar "de bossa" (amb eixamplaments laterals), dissenyat per a combinar amb botes altes;
- el pantaló "d'estil de muntar", imitació de l'anterior però mancat de reforços, d'ús exclusivament militar, adreçat a la tropa desmuntada i dissenyat per a dur amb botines combinades amb benes o amb polaines.

En qualsevol d'aquestes tipologies el quart inferior del pantaló-calçó pot tenir forma de polaina, és a dir, pot presentar un tall vertical botonable als costats exteriors; és el que es coneix com a pantaló-polaina. Pot incorporar traves per a passar per sota les botines.
Sempre referint-nos al món euròpid, el pantaló-calçó civil s'ha donat bàsicament en el camp de l'equitació, en forma de pantaló de muntar d'eixamplament lateral (finals del segle xix i primera meitat del segle XX). En l'actualitat els pantalons-calçons (amb la part superior d'amplada normal o bé molt bufada) són un article de moda femenina; una opció entre tantes de pantaló informal o semiformal.

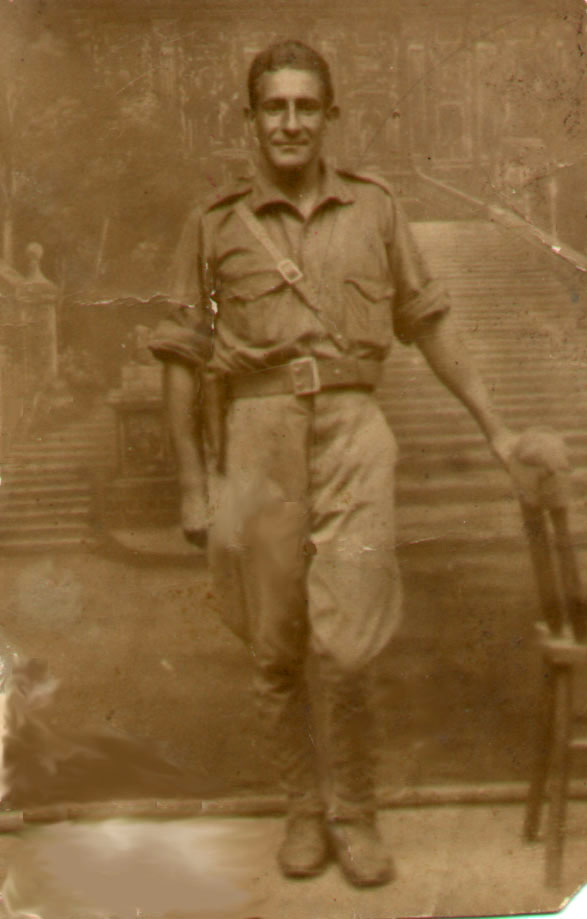
Soldat espanyol (1938) amb pantaló-calçó (pantalón-polaina) model 1926, d'estil de muntar i amb polaina integrada

En el camp de l'uniforme militar el pantaló-calçó ha tingut una presència important:
- ha estat el model estàndard de pantaló de l'exèrcit rus i, després, soviètic, des d'inicis del segle xix i fins al 1989 (extinció en virtut del reglament de 1988), generalment en combinació amb botes altes. En el període tsarista els pantalons-calçons eren d'amplada normal fins als genolls; en el període soviètic duien eixamplaments laterals a la manera de pantalons de muntar. El model de tropa de 1812 (que, en la pràctica, tendia a reservar-se per a parada) és un dels primers exemples de pantaló-polaina.
- ha estat una de les variants de pantaló de muntar "de bossa" (juntament amb la versió de calçó), típic de l'oficialitat de la majoria d'exèrcits durant la primera meitat del segle xx;
- a partir de la Primera Guerra Mundial i fins entorn de 1945 molts exèrcits vestiren la tropa, bé amb calçons, bé amb pantalons-calçons. Generalment aquests pantalons-calçons de tropa, o bé tenien la meitat superior bastant bufada (com el pantalon-culotte francès model 1914) o, més sovint, eren d'estil de muntar. Com ja hem vist, estaven dissenyats per a combinar amb benes o polaines, tot i que sovint eren alhora pantalons-polaina (com en el model francès citat). Hi hagué exèrcits en què es considerava que el quart inferior del pantaló-calçó ja feia funcions de polaina i, doncs, no calia combinar-lo amb polaines ni amb benes; són exemples d'aquest ús els pantalons de les tropes bosníaques de l'exèrcit austrohongarès, i els pantalons de tropa montenegrins model 1910. També el pantaló de tropa reglamentari a l'exèrcit espanyol de 1914 a 1943 (pantalón-polaina), d'estil de muntar, duia polaina integrada; a més, hi afegia traves als baixos.